# Midway Games
Midway Games was een Amerikaanse bedrijf dat computerspellen ontwikkelde en uitgaf. Bekende titels van het bedrijf zijn Mortal Kombat, Ms. Pac-Man, Spy Hunter, Tron, Rampage, NFL Blitz en NBA Jam. Het bedrijf vergaarde ook de rechten op de computerspellen die oorspronkelijk waren uitgegeven door Williams Electronics en Atari Games, zoals Defender, Joust, Robotron: 2084 en Gauntlet. Voorloper van het bedrijf was Midway Manufacturing dat in 1958 was opgericht en gevestigd was in Chicago. In 1969 werd dit bedrijf overgenomen door Bally. In 1973 was Midway een van de eerste fabrikanten van Amerikaanse arcadespellen. In de jaren zeventig had het bedrijf goede relaties met Japanse computerspellen ontwikkelaars. Het eerste grote succes in de markt had het bedrijf in 1978 met het uitbrengen van het het Japanse computerspel Space Invaders in de Verenigde Staten. Hierna volgende meer succesvolle titels als Pac-Man (1980) en Ms. Pac-Man (1982). In 2000 was het bedrijf de vierde grootste verkopende computerspellenontwikkelaar.